# Vincenz Philipp de Witte de Limminghe
Freiherr Vincenz Philipp de Witte de Limminghe (getauft 6. April 1743 in Aachen; † 1799) war ein deutscher Politiker, Schöffe und Bürgermeister der Reichsstadt Aachen.

## Leben
Vincenz Philipp wurde am 4. April 1743 in Aachen getauft. Seine Eltern waren der Schöffe Jakob Ignatius Joseph de Witte de Limminghe (1685–1765) und dessen Ehefrau Maria Anna Brandten (* 1707).
1767 ist Philipp de Witte das erste Mal als Schöffe urkundlich erwähnt. In demselben Jahr trat er der Sternzunft bei, der Standesvertretung der Aachener Schöffen. 1774 wurde Philipp de Witte Mitglied der  Aachener Freimaurerloge, 1782 trat er in den Illuminatenorden ein.
Während der Aachener Mäkelei stand Philipp de Witte auf der Seite der „Neuen Partei“. Er war neben dem Rädelsführer Martin de Lonneux der einzige Schöffe, der 1786 den Beschwerdebrief gegen den damaligen Bürgermeister Stephan Dominicus Dauven unterzeichnete. Nach dem Scheitern des Umsturzes wurde ihm vorübergehend das aktive und passive Wahlrecht für den Rat der Stadt Aachen entzogen, sein Amt als Schöffe blieb davon unberührt.
1797 wurde Philipp de Witte, nachdem die Franzosen die reichsstädtische Verfassung Aachens vorübergehend für ein Jahr wiederhergestellt hatten, mit 54 Stimmen zum Schöffenbürger  gewählt, sein Gegenkandidat Johann Wilhelm Gottfried von Lommessem, der später unter den Franzosen Maire von Aachen wurde, erhielt 47 Stimmen. Somit war Philipp de Witte gemeinsam mit Andreas Monheim der letzte Bürgermeister der freien Reichsstadt Aachen.
Philipp von Witte war mit Ludowica Dorothea von Hertwig verheiratet. Aus dieser Ehe gingen drei Kinder hervor, zwei Söhne und eine Tochter.